# توفند اقیانوس اطلس

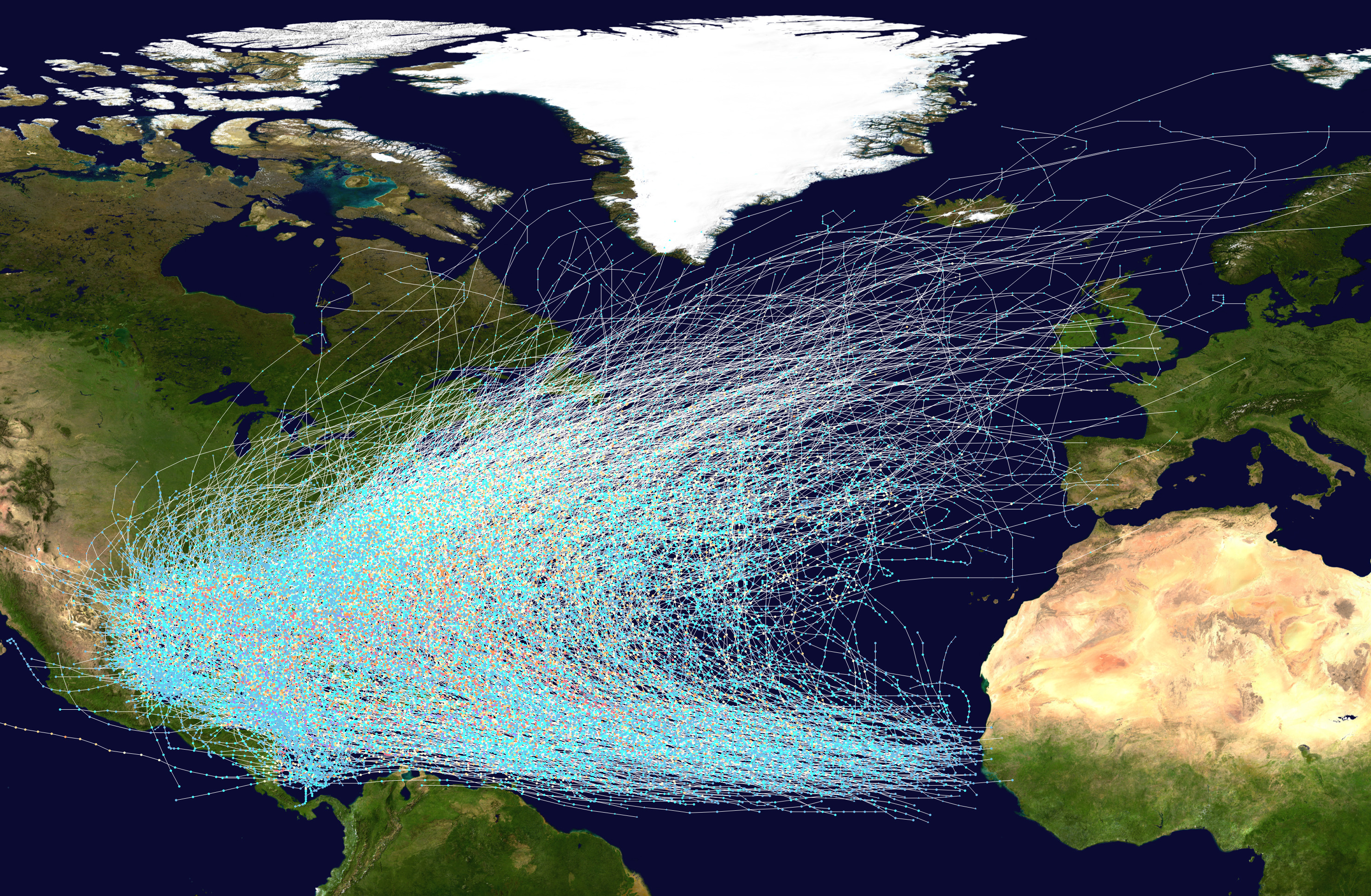
مسیرهای چرخندهای حاره‌ای اقیانوس اطلس شمالی از ۱۸۵۱ تا ۲۰۱۹

فراوانی توفان و چرخند حاره‌ای اقیانوس اطلس، بر پایهٔ ماه

توفند اقیانوس اطلس (به انگلیسی: Atlantic hurricane) نوعی چرخند حاره‌ای است که عمدتاً بین ژوئن و نوامبر در اقیانوس اطلس شکل می‌گیرد. اصطلاحات " چرخند حاره‌ای "، " تیفون " و " چرخند " می‌توانند به جای یکدیگر برای توصیف این پدیده آب و هوایی استفاده شوند. این توفان‌ها به‌طور پیوسته در پیرامون یک مرکز کم‌فشار در حال چرخش هستند که باعث ایجاد هوای توفانی در یک منطقه بزرگ می‌شود که تنها به چشم توفان محدود نمی‌شود. آنها سیستم‌های سازمان‌یافته‌ای از ابرها و رعد و برق هستند که از آب‌های استوایی یا نیمه‌گرمسیری سرچشمه می‌گیرند و گردش خون در سطح پایین بسته است و نباید با پیچندها که تنها نوع دیگری از توفان هستند اشتباه شوند. آنها روی سیستم‌های کم‌فشار تشکیل می‌شوند. در اقیانوس اطلس شمالی و اقیانوس آرام شرقی، اصطلاح "توفند" استفاده می‌شود، در حالی که "تیفون" در اقیانوس آرام غربی نزدیک به آسیا استفاده می‌شود. اصطلاح عمومی‌تر "چرخند" در بقیه حوضه‌های اقیانوس، یعنی اقیانوس آرام جنوبی و اقیانوس هند استفاده می‌شود.